# Caracol (Haití)
Caracol (en criollo haitiano Karakòl) es una comuna de Haití, que está situada en el distrito de Trou-du-Nord, del departamento de Noreste. La ciudad se asienta sobre el primer asentamiento español en el continente americano, el Fuerte de Natividad.

## Historia
Fundado con el nombre de Cayo España por los españoles, pasó a ser comuna con la actual denominación el 14 de septiembre de 1889.

## Secciones
Está formado por las secciones de:
- Champin (que abarca la villa de Caracol)
- Glaudine (también denominada Jacquesil)

## Demografía
| Gráfica de evolución demográfica de Caracol entre 2009 y 2015 |
|                                                               |

Los datos demográficos contemplados en este gráfico de la comuna de Caracol son estimaciones que se han cogido de 2009 a 2015 de la página del Instituto Haitiano de Estadística e Informática (IHSI). 